# Huby-Saint-Leu
Huby-Saint-Leu is een plaats en voormalige gemeente in het Franse departement Pas-de-Calais in de regio Hauts-de-France. De plaats maakt deel uit van het arrondissement Montreuil. Huby-Saint-Leu telde op 1 januari 2022 840 inwoners.

## Geschiedenis
Op 1 januari 2025 is Huby-Saint-Leu gefuseerd met de gemeenten Hesdin, Marconne en Sainte-Austreberthe tot de gemeente Hesdin-la-Forêt.

## Geografie
De oppervlakte van Huby-Saint-Leu bedroeg op 1 januari 2022 12,44 vierkante kilometer; de bevolkingsdichtheid was toen 67,5 inwoners per km².

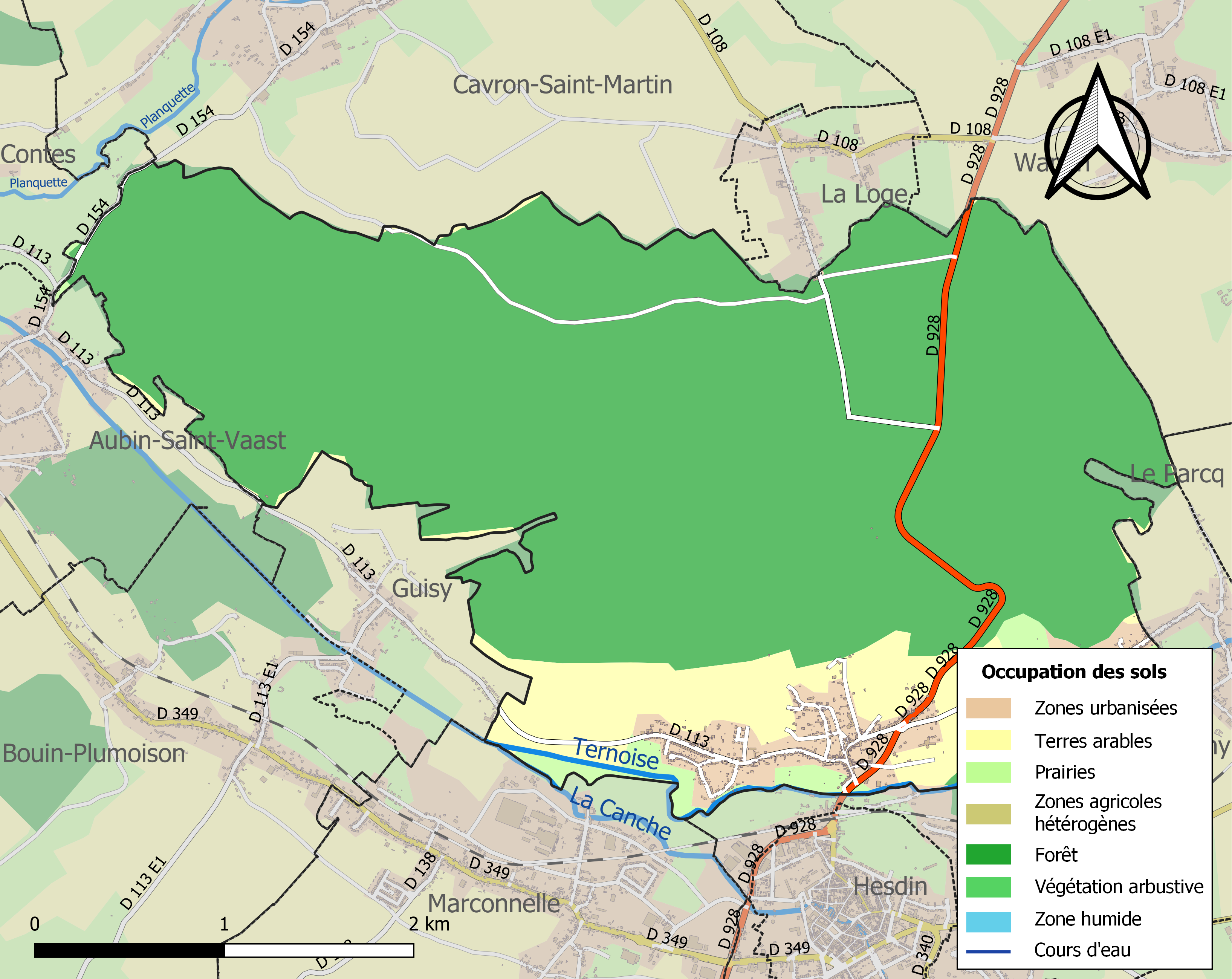
Kaart van de belangrijkste infrastructuur, bodemgebruik en omliggende gemeenten

## Demografie
Onderstaande figuur toont het verloop van het inwonertal.
Hesdin · Huby-Saint-Leu · Marconne · Sainte-Austreberthe